# Rhabdomastix (Rhabdomastix) peruviana
Rhabdomastix (Rhabdomastix) peruviana is een tweevleugelige uit de familie steltmuggen (Limoniidae). De soort komt voor in het Neotropisch gebied.